# .mail
A .mail egy internetes legfelső szintű tartomány kód, melyet hivatalosan még nem hoztak létre.

## Külső hivatkozások
- .mail TLD